# Henner Schmidt

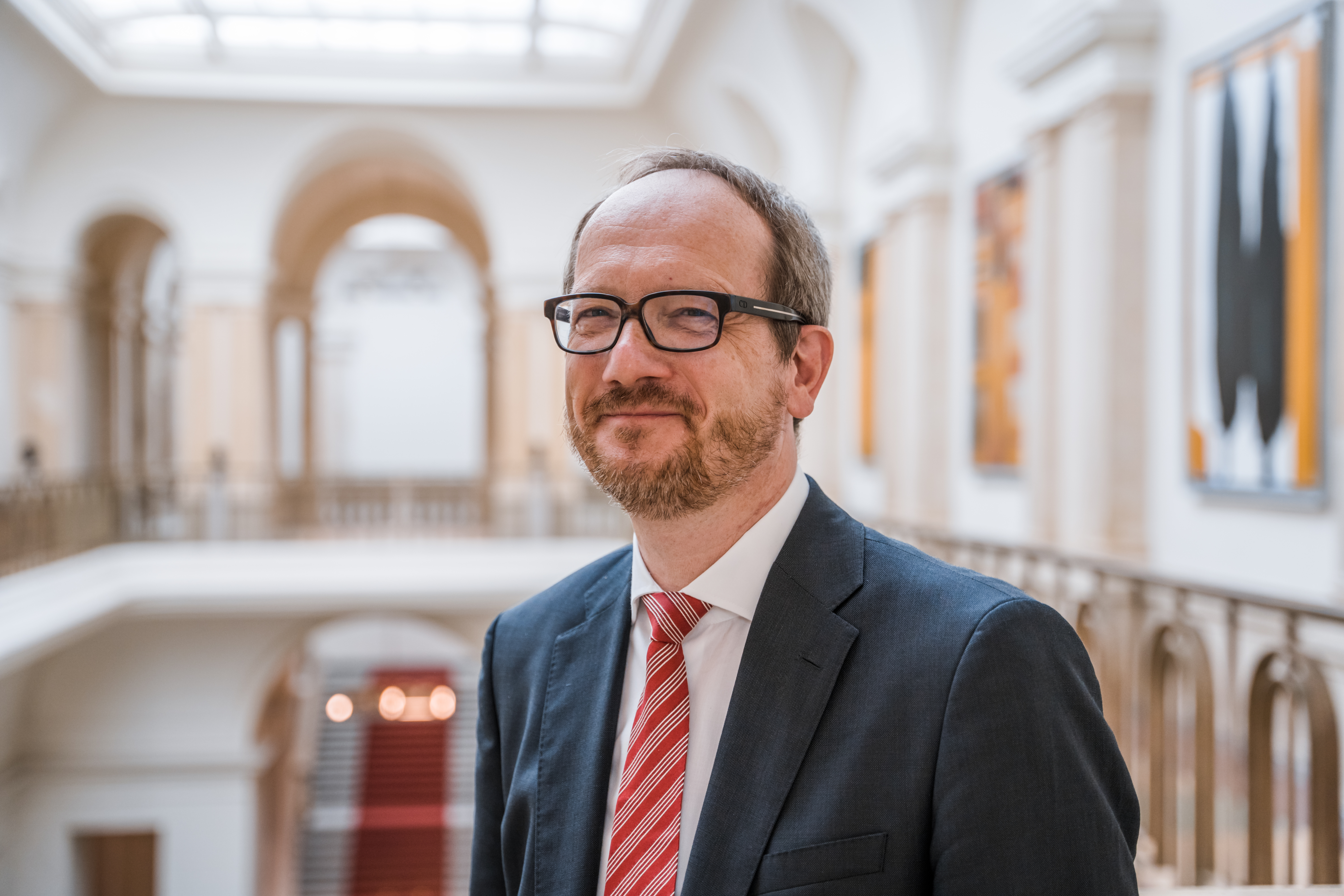
Henner Schmidt

Henner Schmidt (* 29. Januar 1964 in Düsseldorf) ist ein deutscher Politiker (FDP). Er war von 2006 bis 2011 und von 2016 bis 2021 Mitglied im Abgeordnetenhaus von Berlin. Von September 2015 bis März 2016 war er kommissarischer Landesvorsitzender der Berliner FDP.

## Leben
Nach dem Abitur studierte Schmidt Chemieingenieurwesen an der Universität Karlsruhe und der École nationale supérieure des industries chimiques in Nancy (Frankreich), welches er 1990 mit dem Diplom abschloss. Während seines Studiums war Schmidt im Sozialliberalen Hochschulverband (SLH) engagiert. Er war Bundesvorsitzender des SLH, als dieser 1987 im Bundesverband Liberaler Hochschulgruppen (LHG) aufging. Nach Abschluss seines Studiums war Schmidt als Unternehmensberater tätig, zunächst für McKinsey & Company, wo er insbesondere Projekte im Bereich der Chemischen Industrie betreute, und seit 1994 selbstständig als Partner in einer mittelständischen Unternehmensberatung.

## Partei
Schmidt war von 2002 bis 2006 Vorsitzender der FDP-Fraktion in der Bezirksverordnetenversammlung (BVV) des Bezirks Mitte von Berlin. Ferner war er von 2005 bis 2009 Vorsitzender und von 2009 bis 2011 Stellvertretender Vorsitzender des FDP-Bezirksverbandes Berlin-Mitte. Von 2010 bis 2014 war er Beisitzer im Landesvorstand der Berliner FDP, im März 2014 wurde er zu ihrem stellvertretenden Vorsitzenden gewählt. Am 15. September 2015 übernahm er nach dem Rücktritt der bisherigen Vorsitzenden Alexandra Thein kommissarisch das Amt des Parteivorsitzenden.
Schmidt gehört seit 2007 als von seinem Landesverband Berlin benanntes Mitglied dem Bundesfachausschuss „Umwelt“ der FDP an und seit 2014 dem Bundesfachausschuss „Wirtschaft und Energie“ als Experte.

## Abgeordneter
Henner Schmidt wurde 2006 im Bezirk Mitte von Berlin als Abgeordneter in das Abgeordnetenhaus von Berlin gewählt. Dort war er Vorsitzender des Ausschusses für Verwaltungsreform, Kommunikations- und Informationstechnik und damit der einzige Ausschuss-Vorsitzende, welchen die FDP-Fraktion stellte. Ferner war er Sprecher seiner Fraktion für Umweltpolitik und Verwaltungsreform. Von 2006 bis 2009 war er außerdem stellvertretender Vorsitzender der FDP-Fraktion. Bei der Wahl zum Abgeordnetenhaus von Berlin 2011 zog die FDP nicht mehr ins Abgeordnetenhaus ein und sein Mandat endete. Bei der Wahl zum Abgeordnetenhaus von Berlin 2016 errang Schmidt wieder ein Mandat. Seine Wahl erfolgte über die Bezirksliste Charlottenburg-Wilmersdorf. Im Abgeordnetenhaus war er Fachsprecher der FDP-Fraktion für Infrastruktur und Umweltpolitik.